# Nageia fleuryi
Nageia fleuryi är en barrträdart som först beskrevs av Paul Robert Hickel, och fick sitt nu gällande namn av De Laub. Nageia fleuryi ingår i släktet Nageia och familjen Podocarpaceae. Inga underarter finns listade i Catalogue of Life.
Arten är känd från provinserna Yunnan, Guangxi och Guangdong i Kina samt från Laos och Vietnam. Den växer i kulliga regioner och bergstrakter mellan 500 och 1200 meter över havet. Exemplaren ingår i regnskogar på kalksten.
Beståndet hotas av skogsröjningar. IUCN kategoriserar arten globalt som nära hotad.